# Догматика
Догма́тика (грец. dogmatos — думка, вчення) — розділ богослів'я, в якому дається систематизований виклад догматів (положень) якої-небудь релігії. Систему догматів мають християнство, іслам, буддизм та інші релігії. Часто догматизм виражається коротко письмово у вигляді офіційного віросповідного документа — сповідання віри або катехізису.
Догмат — основне положення віровчення, яке визнають як незаперечну істину, що має силу непохитного авторитету і не підлягає критиці. Вимога беззастережного визнання догматів є однією з головних у християнстві.

## Християнські догмати
Основні догмати — положення християнського віровчення, які складалися протягом багатьох століть, сформульовані у Біблії та постановах християнських вселенських соборів. Їхня сутність викладена у Символі Віри, прийнятому на Нікейському (325 р.) та Константинопольському (381 р.) вселенських соборах.
Символ віри — стислий виклад головних істин про Бога, про спасіння, про Церкву і про вічне життя. Визнання віри є першим важливим сповідуванням кожного християнина, який прийняв таїнство хрещення і зобов'язується вірити і жити згідно з вірою.
Згідно з Символом віри, християни повинні вірити в єдиного Бога, який виступає у трьох Особах (Трійця): Бога-Отця, Бога-Сина і Бога-Святого Духа. Бог-Отець є творцем світу видимого (природа та людина, весь світ, космос) і невидимого (наприклад, янголи). Богом-Сином є Ісус Христос. Бог-Дух Святий походить від Бога-Отця, у католицизмі — й від Бога-Сина.
Найважливіше положення християнства — догмат Воскресіння, згідно з яким Ісус Христос після смерті на хресті і поховання, воскрес третього дня і явився своїм учням. Ця «правда» віри підкреслює запоруку воскресіння вірян у Христа. Апостол Павло так говорив про воскресіння: «А коли Христос не воскрес, марна проповідь наша, то марна й віра наша» (1 Кор 15, 14).
Догмат відкуплення, говорить, що своїми стражданнями і смертю на хресті Ісус Христос приніс себе у жертву за гріхи людей — тобто відкупив все людство. Цим він відкрив людству шлях до спасіння від влади гріха і смерті. Сам Христос про це сказав: «Бог так полюбив світ, що Сина свого Єдинородного дав, щоб кожен, хто вірує в нього, не загинув, а жив життям вічним» (Ів 3, 16). Догмат вознесіння говорить про те, що після свого воскресіння Ісус Христос вознісся на небо у своєму людському тілі — де «возсів по правиці» Отця, тим самим підносячи людську природу до рівня Бога. Тому багато Отців Церкви говорили, вживаючи алегорії, що Бог став людиною, щоб людина могла стати Богом.
Символ віри зобов'язує вірувати в єдину святу соборну та апостольську церкву, визнавати необхідність хрещення, покладати надію на майбутнє воскресіння мертвих, та прихід Царства небесного в кінці світу.

## Догмати у католицизмі
В Римо-католицькій церкві, догма є пунктом віри, об'явленого Богом, який Учительство Церкви представляє для обов'язкової віри. Воскресіння Христа є принциповою істиною, тому що з нього походить спасіння і життя для всіх християн. Згідно з вченням Римо-католицької церкви догмою є: «істина об'явлена Богом, яку Учительський уряд церкви визнає обов'язковою». Катехизм Католицької церкви говорить: «Учительське служіння Церкви повністю покладається на владу, отриману від Христа, коли формує догми, тобто коли подає правди, які містяться в Божому Об'явленні або які беззаперечно з ними пов'язані, у формі, що зобов'язує християнський народ беззастережно приймати їх у вірі» (ККЦ, 88).
Вірянин зобов'язаний приймати Божественною і католицькою (тобто загальнохристиянською) вірою все, що Церква подає чи то як урочиста постанова, чи то як звичайне навчання. Однак не кожне вчення Церкви є догмою. Від віруючого вимагається приймати за догми лише те вчення Церкви, яке Церква виразно і конкретно визначила їх непомильними догмами. Також не всі істини є догмами. У Святому Письмі є багато святих істин, які віруючий розпізнає і погоджується з ними, але які Церква не визначила догмами. Більша частина вчення Церкви не є догмами. Наприклад, на Соборі Католицької церкви, що проходив у Ватикані в 1962—1965 роках, було прийнято багато документів, серед яких і 4 Догматичні конституції (всього близько 800 сторінок), однак нема ні одного нового рішення, яке було визначено догмою.